# Erzeparchie Damaskus (Melkiten)
Die Erzeparchie Damaskus (lateinisch Archidioecesis Damascenus Graecorum Melkitarum) ist eine in Syrien gelegene Erzeparchie der melkitischen griechisch-katholischen Kirche mit Sitz in Damaskus.

## Geschichte
Die Erzeparchie Damaskus wurde im 3. Jahrhundert errichtet. Sie ist seit 1838 eine  immediate Eparchie und unmittelbar dem Patriarchen von Antiochien, Jerusalem und dem ganzen Osten und Alexandria zugeordnet. Die Erzeparchie wird durch einen Patriarchalvikar im Rang eines Bischofs verwaltet und nach außen vertreten. 